# Pusia voncoseli
Pusia voncoseli là một loài ốc biển, là động vật thân mềm chân bụng sống ở biển trong họ Costellariidae.

## Phân bố
Loài này phân bố dọc theo Philippines at depths khoảng 50 m and 150 m